# Stiphrornis
Stiphrornis (bosakalats) is een geslacht van zangvogels uit de familie vliegenvangers (Muscicapidae).

## Soorten
Het geslacht kent de volgende drie soorten:
- Stiphrornis erythrothorax – Oranjeborstbosakalat
- Stiphrornis xanthogaster – Geelborstbosakalat
- Stiphrornis pyrrholaemus – Olijfrugbosakalat